# Preußischer Provinzialrat
Der Provinzialrat war ein Gremium zur Mitwirkung an den Geschäften der allgemeinen Landesverwaltung einer preußischen Provinz. Er war im letzten Viertel des 19. Jahrhunderts mit der Provinzialordnung entstanden. Die Mitglieder führten die Amtsbezeichnung Preußischer Provinzialrat.
Mitglieder waren jeweils der Oberpräsident oder sein Stellvertreter als Vorsitzender, ein höherer Verwaltungsbeamter, den der Minister des Innern zu ernennen hatte, und fünf vom Provinzialausschuss auf sechs Jahre gewählte Personen, die nicht dem Provinziallandtag angehören mussten, jedoch der Provinz. Der Provinzialausschuss selbst wurde vom Provinziallandtag gewählt, um die Beschlüsse des Provinziallandtags vorzubereiten und auszuführen.
Nach der Machtübernahme Hitlers, zu der in Preußen die Beseitigung der Provinziallandtage als Träger der Selbstverwaltung gehört hatte, wurde im Rahmen der Gleichschaltung seine Zusammensetzung geändert. Im Sinne des Führerprinzips bestimmte das vom Preußischen Staatsministerium erlassene Gesetz über den Provinzialrat vom 17. Juli 1933 leitende Beamte, hohe Funktionäre der NSDAP und ihrer Gliederungen sowie im nationalsozialistischen Sinne verdiente, in der Provinz wohnhafte Staatsräte zu seinen Mitgliedern. An die Stelle der Wahl durch den Provinzialausschuss trat die Ernennung durch den Ministerpräsidenten. Der Provinzialrat hatte eine beratende und keine beschlussfassende Funktion. Insbesondere bei der Feststellung der Haushaltssatzung und wichtigen Rechtsgeschäften war er zu hören.